# Nigma laeta
Nigma laeta là một loài nhện trong họ Dictynidae.
Loài này thuộc chi Nigma. Nigma laeta được miêu tả năm 1952 bởi Spassky.